# 頭島

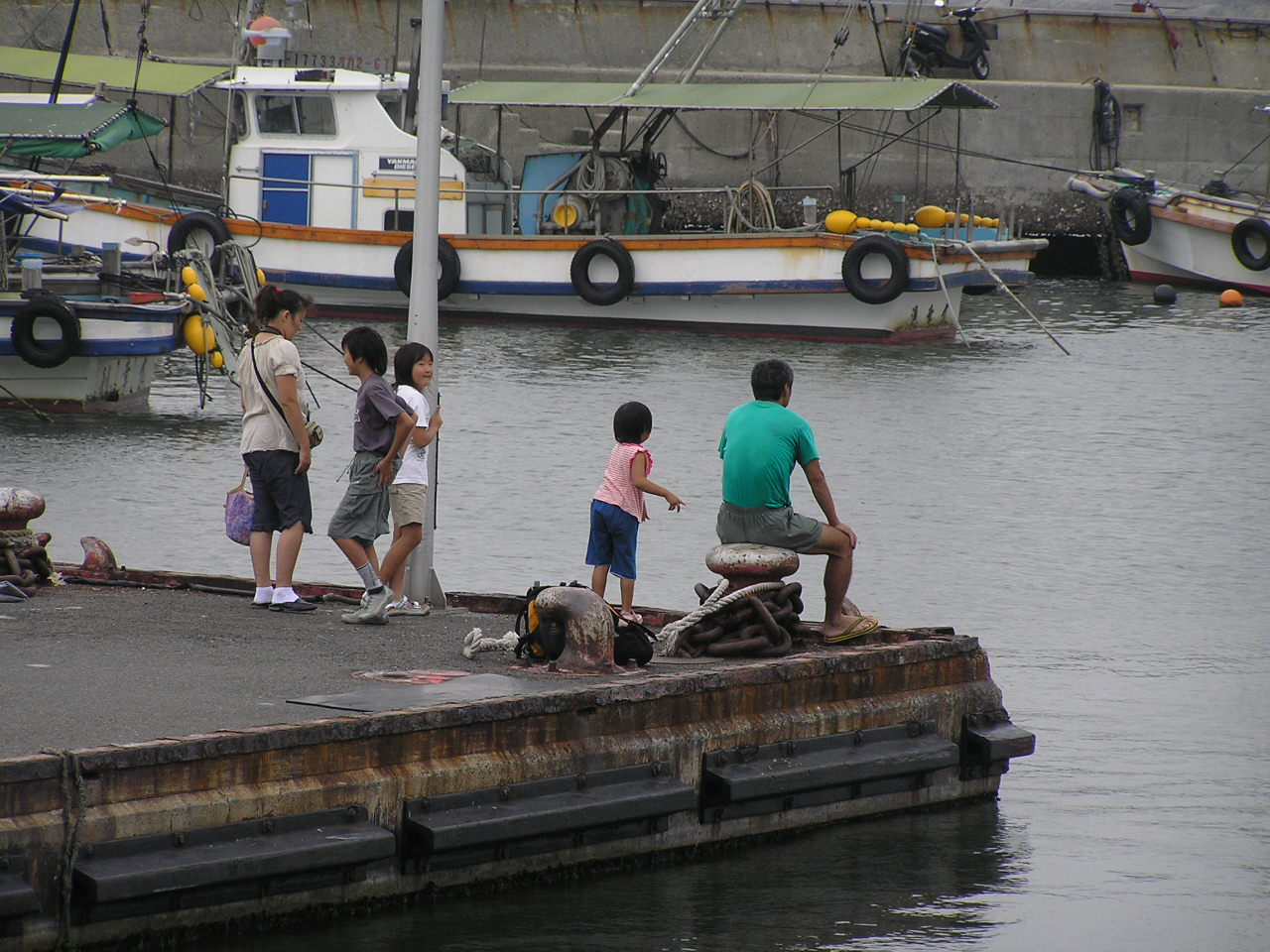
海の玄関口頭島港

頭島（かしらじま）は、日本の瀬戸内海にある有人島のひとつで、岡山県備前市に属す日生諸島の島である。人口319人149世帯と、日生諸島で最も人口が多く、多数の民宿・ペンションがあることでも知られる。2004年に頭島と鹿久居島を結ぶ頭島大橋、2015年に鹿久居島と本土を結ぶ備前♡日生大橋が開通したことにより、現在は本土と陸路で繋がっている。

## 地理・歴史

### 地理
全島が流紋岩で構成されている。年間平均気温は摂氏15.1度で最低気温は1月の4.5度、最高気温は8月の26.8度である。年間の合計降水量は1231.9ミリメートルで、温暖で降水量の少ない瀬戸内海式気候に属する。アカマツ林に覆われているが、多くの木がゾウムシによる食害で枯死している。南部にもアカマツ、クロマツ、クスノキ、アカメガシワが優占する小規模な森林、北部にはみかんの果樹園とエノキ、ヤブニッケイ、ヒサカキの優占する森林がある。標高は最高地点で55メートルと比較的平坦だが傾斜地は多く、瀬戸内海の他の島々と同様に密集した集落を形成している。

### 歴史
島東部、北西に延びた尾根の標高30メートルの畑で石器が発見されたほか、島南部に径5 - 8メートル、高さ0.3メートルほどの墳丘が確認され、古墳と推定されている。近世初期まで日生諸島の島はすべて無人島であったが、1698年（元禄11年）に大多府島が岡山藩の風待ち港となり、番所が置かれたことをきっかけに入植が進んだ。頭島の開拓は享和年間に入植した、本土の日生村出身者7世帯を中心に進み、明治時代には世帯数が90世帯に達した。戦後は引き揚げ者が島に戻ってきたこと、漁業の隆盛などにより世帯数は200戸を超えた。この時期に島の大部分が開拓され、標高の高い部分にも民家が建ち始めた。1961年に離島振興法の指定を受けた。また、同年には島にカキ養殖が導入され、これは後に島の中枢を担う産業となった。1970年頃に観光みかん園ができたことをきっかけに観光地化が進み、1980年前後には「民宿ブーム」といわれるほどに民宿の新規開業が相次いだ。
1987年より頭島の各家庭が毎月1世帯500円を出し合い、架橋にまつわる活動費用を捻出する「架橋預金」が始まり、1994年には離島振興法に基づく架橋事業が始まった。2004年に頭島と鹿久居島を結ぶ頭島大橋が開通し、2014年に鹿久居島と本土を結ぶ備前♡日生大橋が開通したことにより頭島は本土とつながり、2016年には「隔絶性が解消された」として離島振興対策実施地域の指定が解除された。

## 生活

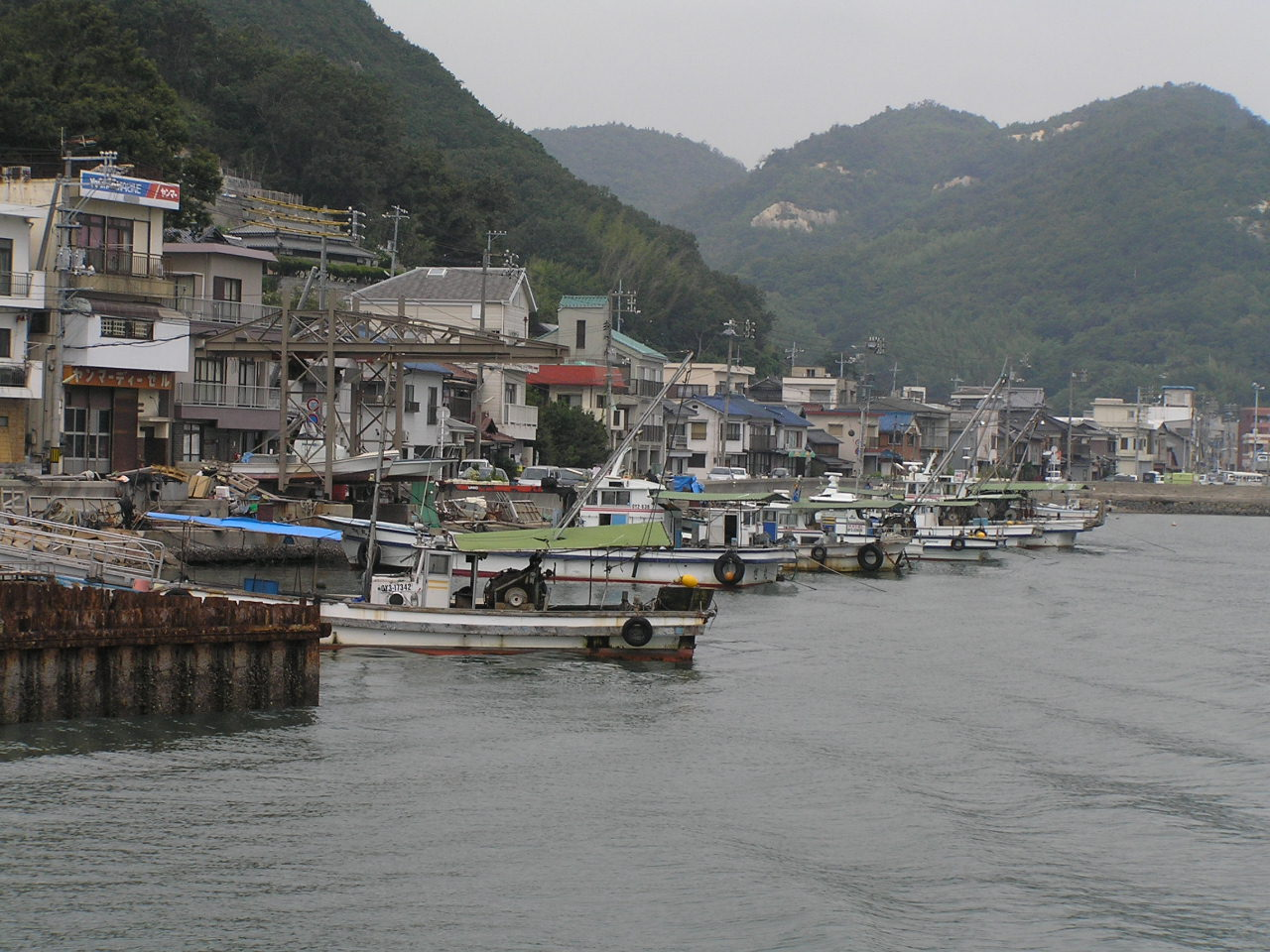
頭島港と家々

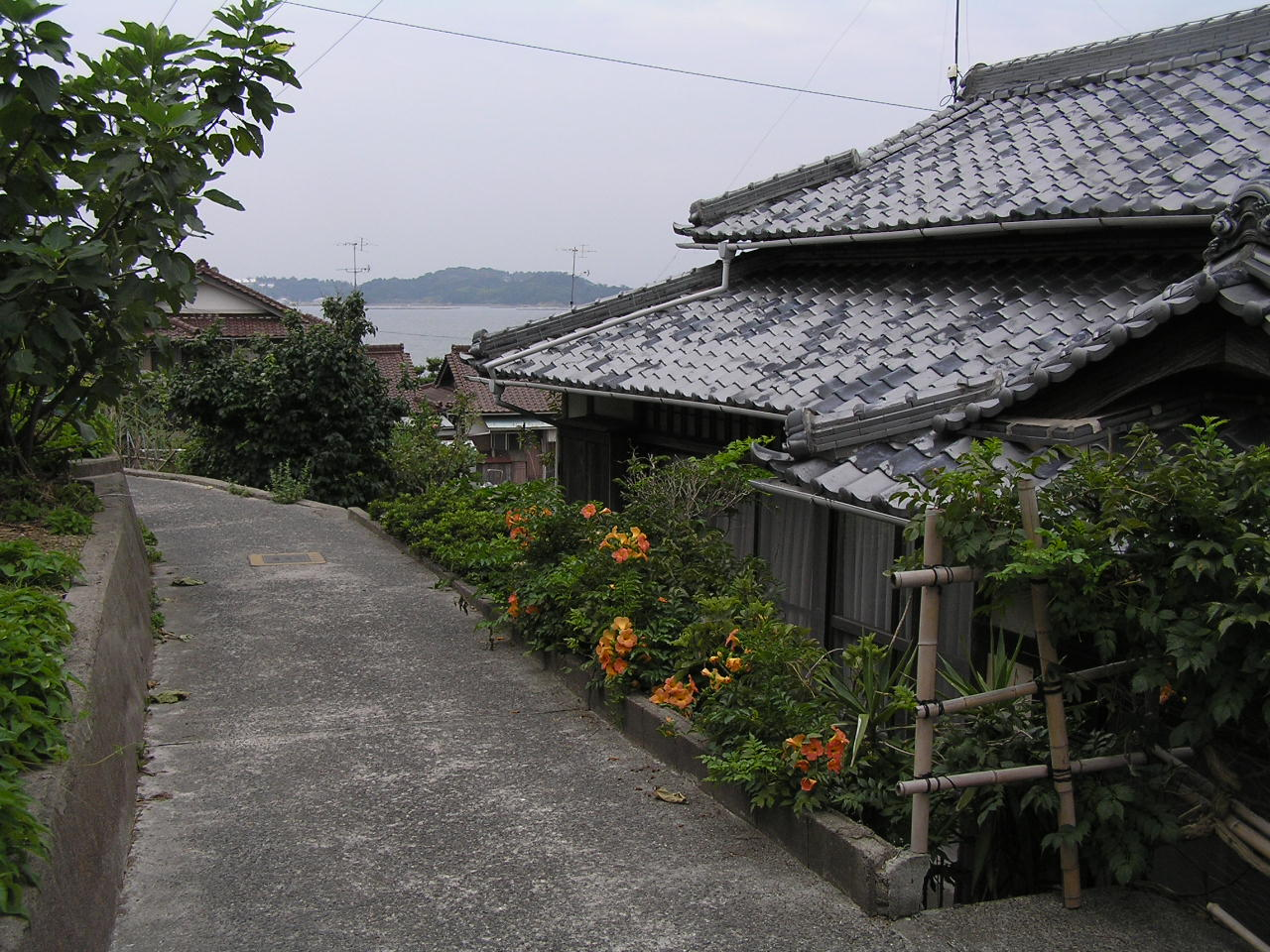
頭島の標準的な家

### 教育
かつては島内に市立日生南小学校があり、最盛期の1960年には172人の在校生がいたものの近年は減少の一途をたどっており、架橋により本土の日生東小学校にスクールバスで10分で行けるようになったことから2015年度をもって廃校となった。また、島内にあったへき地保育所についても同様に廃統合された。

### 医療・福祉
島内には市立頭島診療所があり、週に1度、内科・整形外科の定期検診を行っているが、常勤医師はいない。そのため島民は本土の市立日生病院を利用することが多い。架橋によって本土の病院に車で通えるようになり、救急搬送にかかる時間が大幅に減少し、実際に島内で夜間に急病人が発生した際には迅速に病院に運ばれ、重篤化を免れた。急病時の救急搬送については住民の長年の懸念事項であったため、「架橋に安心した」という声も聞かれた。頭島は高齢化の進む島であるが福祉サービスを受けられる施設はなく、島民は送迎サービスを活用して本土の施設に赴いている。

### インフラ
電気については、かつては自家発電により電気をまかなっていたが、1966年より本土からの送電が始まった。上水道については1965年に鹿久居島からの海底送水が始まっており、汚水処理については島内にある浄化センターで行っている。通信環境についても、備前♡日生大橋の架橋にともない2016年より光ファイバー通信が利用可能となり、また、LTEの使用も可能である。

## 交通
道路総延長は10.6キロメートルであり、舗装率は75.5パーセントである。大生汽船による本土と日生諸島の各島を結ぶ定期便が通っており、頭島には1日8便寄港する。架橋後、定期船の利用者数は年間99508人から41714人と6割ほど減少し、現在は6便に減便されている。また、備前市営バスにより1日7便の路線バスが通っている。

### 路線バス
- 備前市営バス(時刻表)
  - 頭島線（コンフォールひなせ〜入鹿）
    - 入鹿、漁協頭島支所前、だんかばち停留所

### 頭島大橋
頭島大橋（かしらじまおおはし）は、頭島と鹿久居島を結ぶ道路橋である。アーチ支間 218 m の複合アーチ橋で、2004年11月22日に開通した。

### 諸元
- 設計者: 長大 [22]
- 道路規格: 第3種第4級 [22]
- 構造形式: RC固定アーチ [22]
- 橋長: 300 m （アーチ支間 218 m） [22]
- 道路幅員: 7.7 m （有効幅員 6.5 m） [22]

## 産業
| 項目名                         | 単位（人） |
| ------------------------------ | ---------- |
| 総計                           | 112        |
| 農業                           | 2          |
| 漁業                           | 45         |
| 建設業                         | 1          |
| 製造業                         | 13         |
| 運輸業・郵便業                 | 5          |
| 卸売業・小売業                 | 10         |
| 金融業・保険業                 | 1          |
| 学術研究・専門・技術サービス業 | 1          |
| 宿泊業・飲食サービス業         | 15         |
| 生活関連サービス業・娯楽業     | 1          |
| 医療・福祉業                   | 5          |
| 複合サービス事業               | 5          |
| サービス業（その他）           | 3          |
| 公務                           | 1          |
| その他                         | 4          |

漁業が主要産業であるが、内航海運業に従事するものや、本土に通勤するものもいる。対岸の備前市は全国総生産量の30パーセント強を生産する、耐火レンガの有力産地であるためこの産業に従事するものも多い。しかし石油危機以降は技術革新により耐火レンガの需要が減ったこと、新興国によるシェアの追い上げに加え、製品需要のほとんどを依存する鉄鋼業の不振により耐火レンガ産業が構造不況化したことに加え、産業構造の変化により鉄鋼製品・石油化学製品の輸送量が減少したことで、内航海運業の従事者も転廃業を余儀なくされた。また、家内工業的な魚網製造業が営まれているほか2店舗の商店がある。しかし、架橋により本土に車で買い物に行けるようになったことや、食料品の移動販売車が往来するようになったことから、島内商店の客離れが懸念されている。また、架橋後はレストランやカフェなどの飲食店が相次いでオープンした。

### 漁業

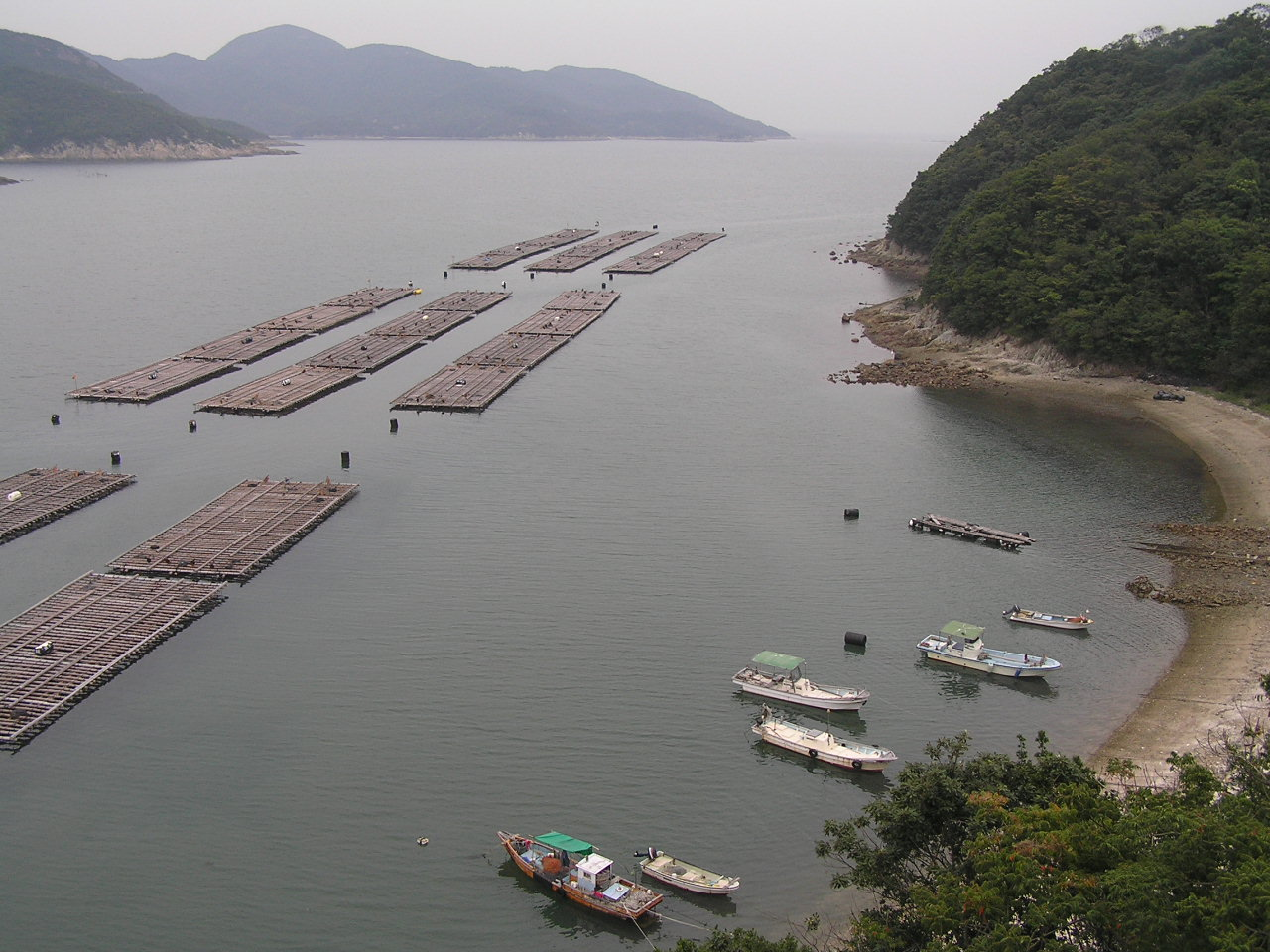
頭島（右）と鹿久居島。牡蠣の養殖が盛ん。

戦後以降は本土‐小豆島間の海域での底引き網漁が中心となっていたが、瀬戸内海沿岸の工業地帯化にともない漁場が不安定化したことから、1961年にはカキ養殖が始まった。底引き網漁は夏中心に操業される漁であるため、カキ養殖は兼業として好都合のものだった。しかし、副次的なものとしてはじまったカキ養殖の市況は安定せず、一時は規模が縮小することがあった。しかしその後は1968年の本垂下方式の導入や、広島の出荷網の間隙を縫い、中京圏に市場を確保できたことなどから経営が安定、前述の耐火レンガ産業、運輸業の衰退もあいまってカキ養殖を営む家が急増したことにより、カキ養殖は頭島の産業の中心を担うようになった。2014年には島内にカキの加工場も建設された。

### 農業
戦後の食糧難の時代に島の大部分が開拓されたため、耕地化率は高いものの、ほとんどが第二種兼業農家であるため、島の産業の中での農業の比重は小さい。1950年中盤に鹿久居島でみかん栽培が開始されたことがきっかけで、頭島でもみかん栽培が始まったが、1970年以降はこうしたみかん園の多くが観光農園となった。しかし、高品質なみかん産地が観光みかん園を開き始めたことにより、みかん狩り目当ての観光客は減少している。また、頭島は瀬戸内海の島であるため日照、通風がよく、冬暖かく夏涼しいという気象条件にも恵まれているということから、1960年には養鶏組合が設立され、養鶏団地も設立された。また、架橋後は隣島の鹿久居島からシカが渡ってくるようになり、みかん園が獣害に悩まされている。

### 観光

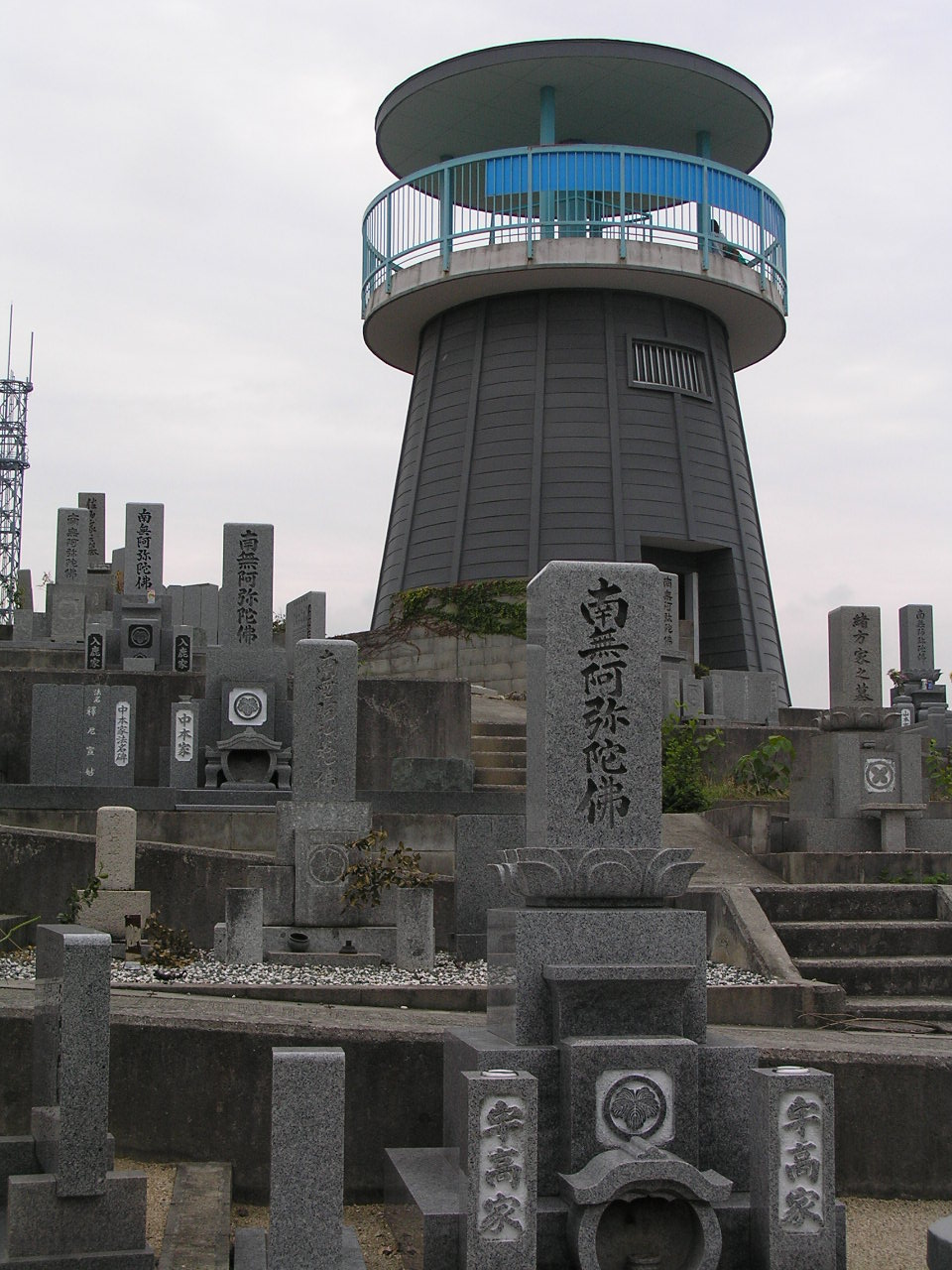
頭島たぬき山展望台。瀬戸内海と周囲の島々が一望できる。

観光客の往来がほとんどなかった1965年以前には、島内に宿泊施設は存在せず、旅人が島を訪れることがあれば、都合のつく島民が民家に泊めていた。しかし1970年頃に観光みかん園ができたことなどにより、頭島が関西地方の海水浴型観光圏にはいったことで宿泊施設の需要ができたため、頭島漁協により初の宿泊施設「頭島フィッシングセンター」が設立された。この施設は当初、漁協組合員により交代で運営されていたが、本業の合間を縫って行うこうした運営には不都合があり、1972年に民間委託された。しかし多くの島民がこの施設の運営に関わったことで宿泊施設経営のノウハウが広がり、漁に出ないため島にいる時間が長い主婦層らが個人経営の民宿を開き始めた。
1975年の森下美術館開館、頭島漁協の提供する観光底引き網の利用者上昇などもともない頭島に観光産業が定着すると、耐火レンガ工業、内航運輸業および造船業の斜陽化もあいまって家計の補填のための民宿街業が相次いだ。1981年以降は海水浴目的・みかん狩り目的の観光客が減少したことにより、観光客数は横ばいになっていたものの、海産物とその料理を目的とする観光客が増えていたことにより島への宿泊需要は増加し、新規民宿はさらに増加した。魚介類を自己調達できることや、1970年代後半より島の漁業はカキ養殖を中心とするものとなっており、漁に出る回数が少なくなっていたこともあって、この時期に開業された民宿は多くが漁家によるものだった。このような経緯の中で、旧日生町の観光産業における頭島の地位は確立していった。